# Echeveria mucronata
Echeveria mucronata är en fetbladsväxtart som beskrevs av Schlecht.. Echeveria mucronata ingår i släktet Echeveria och familjen fetbladsväxter. Inga underarter finns listade i Catalogue of Life.